# Таиланд на летних Олимпийских играх 1996
Таиланд принимал участие в летних Олимпийских играх 1996 года в Атланте (США) в одиннадцатый раз за свою историю, и завоевал одну бронзовую и одну золотую медали, обе в боксе. Сборную страны представляли 37 участников, из которых 12 женщин.
Золото боксёра Сомлука Камсинга стало первым на Олимпийских играх в истории Таиланда.

## 01!Золото
- Бокс, мужчины — Сомлук Камсинг.

## 03!Бронза
- Бокс, мужчины — Вичайрачанон Хадпо.

## Результаты соревнований

### Водные виды спорта

#### Прыжки в воду
По итогам предварительных 6 прыжков в полуфинал проходило 18 спортсменов. Далее прыгуны выполняли по 5 прыжков из обязательной программы, результаты которых суммировались с результатами предварительных прыжков. По общей сумме баллов определялись финалисты соревнований. Финальный раунд, состоящий из 6 прыжков, спортсмены начинали с результатом, полученным в полуфинале.
Мужчины
| Соревнование      | Спортсмены | Предварительный раунд | Предварительный раунд | Полуфинал            | Полуфинал            | Сумма                | Сумма                | Финал                | Финал                | Итог                 | Итог                 |
| Соревнование      | Спортсмены | Результат             | Место                 | Результат            | Место                | Результат            | Место                | Результат            | Место                | Результат            | Место                |
| ----------------- | ---------- | --------------------- | --------------------- | -------------------- | -------------------- | -------------------- | -------------------- | -------------------- | -------------------- | -------------------- | -------------------- |
| трамплин, 3 метра | Сучат Пичи | 257,13                | 34                    | Завершил выступление | Завершил выступление | Завершил выступление | Завершил выступление | Завершил выступление | Завершил выступление | Завершил выступление | Завершил выступление |